# 巾口乡
巾口乡，是中华人民共和国江西省九江市武宁县下辖的一个乡镇级行政单位。

## 行政区划
巾口乡下辖以下地区：
西下村、棠厦村、北栎村、上畈村和三山村。